# 1963 (szám)
Az 1963 (római számmal: MCMLXIII) az 1962 és 1964 között található természetes szám.

## A matematikában
A tízes számrendszerbeli 1963-as a kettes számrendszerben 11110101011, a nyolcas számrendszerben 3653, a tizenhatos számrendszerben 7AB alakban írható fel.
Az 1963 páratlan szám, összetett szám, félprím. Kanonikus alakja 131 · 1511, normálalakban az 1,963 · 103 szorzattal írható fel. Négy osztója van a természetes számok halmazán, ezek növekvő sorrendben: 1, 13, 151 és 1963.
Az 1963 ötvenhat szám valódiosztóösszeg-függvényeként áll elő, ezek közül a legkisebb is nagyobb 10 000-nél.